# Нова Хвиля (польська література)
Нова хвиля (пол. — Nowa Fala) — польська поетична формація, що мала місце у польському літературному житті у 1968–1976 рр.

## Історія створення
Нова Хвиля зібрала поетів, які дебютували в 2 пол 60-х рр., для яких Березень 1968 і Грудень 1970 були визначними подіями їхнього покоління. Інколи Нову Хвилю називають Поколінням '68 (Pokolenie '68), хоча деякі критики вважають поняття Покоління '68 дещо ширшим, охоплюючи ним також окремі в стосунку до Нової Хвилі групи, як Konfederacja Nowego Romantyzmu (укр. Конфедерація Нового романтизму), група «Tylicz», група «Kontekst», Група 848 та інші, активні в цей період.

Осередком, навколо якого почало згуртовуватися середовище назване пізніше Новою Хвилею, була краківська група «Teraz», до якої належали Wit Jaworski (Віт Яворський), Julian Kornhauser, Jerzy Kronhold (Єжи Кронхольд), Stanisław Stabro (Станіслав Стабро), Adam Zagajewski (Адам Загаєвський), a також Paweł Heszen (Павел Хешен). З часом до неї долучилися поети з інших осередків: познанська група «Próby» — Станіслав Бараньчак (Stanisław Barańczak) i Ришард Криницький, з Варшави — Кшиштоф Карасек (Krzysztof Karasek), Ярослав Маркевич (Jarosław Markiewicz) i Лешек Шаруга (Leszek Szaruga), з Лодзі — Ясек Березін (Jacek Bierezin), Зджілав Яскула (Zdzisław Jaskuła), Вітольд Сулковський (Witold Sułkowski), з Вроцлава — Lothar Herbst i Маріанна Бочан (Marianna Bocian). Головною трибуною Нової Хвилі стало засноване в 1967 р. краківська газета «Student», але свої програмні маніфести члени друкували в літературній пресі — «Współczesność», «Życie Literackie», «Nurt», «Miesięcznik Literacki». До остаточного сформування Нової Хвилі посприяли з'їзди в Цешині, які організовувала краківська група. Перший такий з'їзд відбувся у 1971 р., останній, неформальний, у 1973 р.

За кінцеву дату існування Нової Хвилі як формації прийнято вважати 1976 р., цей же рік вважається початком функціонування самвидаву.

## Програма і творчість
Основним елементом, який підтверджував те, що Нова Хвиля представляла себе як єдина група, була постава бунту стосовно існуючої літератури — особливо стосовно її безпосередніх попередників, а саме Orientacji Poetyckiej Hybrydy. Критично оцінюють також поетів покоління «Współczesność». Виникало то з факту, що єдиним з важливих гасел для покоління був постулат літературного пізнання дійсності (це гасло було представлене у назві програмової книги (автори Kornhauser i Zagajewski). Основним звинуваченням, яке закидали тогочасній повоєнній літературі було те, що вона не виконує того постулату, що сприймала тогочасну реальність 60-70-х рр. як річ собі не відповідну, не уміла показати її інакше ніж гротесково.

Проголошуючи постулат «ненаївного реалізму» (польск. «nienaiwny realizm»), Нова Хвиля не залишила значних досягнень у повісті, хоча деякі з авторів намагалися творити у тій сфері. Постала перед усім поетична генерація.

Представники Нової Хвилі не розробили єдину поетику, але в їх творчості можна віднайти спільні елементи. Найважливішими з них є використання «słowa cudzego» — характеристичних виразів для мови газет, офіційних листів, урядових анкет і мови вулиці. Ці вирази стають основою для поетичних прийомів лінгвістичної поезії. Поетів Нової Хвилі цікавило суспільне застосування мови — аналіз офіційної і менш офіційної мови Польської Народної Республіки. То було пов'язане з фактом тогочасних подій, які стали вадливими для молодої генерації творців. Поневолення мови трактовано як елемент цілковитого поневолення, тому мова стала однією з найважливіших тем письменників.

Світ представлений у поезії Нової Хвилі, то світ тогочасної реальності разом з усіма непоетичними її елементами. Зв'язок з реальністю додатково підкреслюється у віршах за допомогою конкретних дат, описом місць, тому, для підкреслення елементів, які поєднують поетів Нової Хвилі й відрізняють їх від інших поетів, уживають інколи терміну «новохвильовий публіцистичний вірш» (пол. «nowofalowy wiersz publicystyczny»).

Приблизно 1976 р. дороги окремих митців Нової Хвилі почали розходитись. Деякі з них захопилися опозиційною діяльністю і публікували свої твори у самвидаві.

### Антології
- Określona epoka. Nowa Fala 1968–1993. Wiersze i komentarze, в. Tadeusz Nyczek, Kraków 1995.

### Критичні й програмові статті
- Stanisław Barańczak, Nieufni i zadufani. Romantyzm i klasycyzm w nowej poezji lat sześćdziesiątych, 1971.
- Julian Kornhauser, Adam Zagajewski, Świat nie przedstawiony, Kraków 1974.
- Stanisław Piskor, Włodzimierz Paźniewski, Tadeusz Sławek, Andrzej Szuba, Spór o poezję, 1977.